# Paul von Thurn und Taxis
Paul Maximilian Lamoral Prinz von Thurn und Taxis (ur. 27 maja 1843 na zamku Donaustauf koło Ratyzbony; zm. 10 marca 1879 w Cannes, Francja) – trzecie dziecko księcia Maximiliana Karla von Thurn und Taxis i jego drugiej żony Mathilde Sophie zu Oettingen-Oettingen und Oettingen-Spielberg (1816–1886).

## Przyjaźń z królem Ludwikiem II
Od roku 1863 przez trzy lata pełnił funkcję adiutanta króla Ludwika II. Ich wzajemne stosunki szybko wykroczyły poza granice protokołu. Charakter tej relacji odnaleźć można w płomiennej korespondencji, której część zniszczyła rodzina von Thurn und Taxis.

## Rodzina, małżeństwo i śmierć
Paul, książę von Thurn und Taxis, należał do starego rodu osiadłego w Ratyzbonie. Był kuzynem króla Ludwika II blisko spokrewnionym z bawarskim rodem Wittelsbachów. Z obu małżeństw swojego ojca miał aż piętnaścioro rodzeństwa. Rodzina Thurn und Taxis otrzymała z rąk cesarza tytuł książąt cesarskich w 1695 roku. Cesarski monopol na urzędy pocztowe zachowała w Niemczech aż do 1867 roku. 
Po zwolnieniu z funkcji adiutanta książę Paul nie pełnił żadnych funkcji oficjalnych i nie odgrywał żadnej roli politycznej. W styczniu 1867 świetnie zapowiadająca się kariera wojskowa księcia dobiegła końca. Odszedł z bawarskiej armii w okolicznościach, które później minister wojny określił mianem dezercji. Po zawarciu małżeństwa książę próbował nawiązać kontakt z królem Ludwikiem. Napisał list do dawnego przyjaciela, ale nie otrzymał odpowiedzi. Jak pisze w swoich wspomnieniach Cosima Wagner, próbował skontaktować się z królem przez Richarda Wagnera, ale również bezskutecznie. 
Zmarł 10 marca 1879 roku w wieku niespełna 36 lat. Został pochowany na cmentarzu Cimetière du Grand Jas w Cannes, w alei nr 33 pod nazwiskiem Paul de Fels.